# Lodewijk Anton van Bourbon
Lodewijk Anton van Bourbon (Versailles, 6 augustus 1775 – Gorizia, 3 juni 1844), hertog van Angoulême, was de oudste zoon van Karel X van Frankrijk. Na zijn vaders troonsafstand tijdens de Julirevolutie in 1830 was hij koning van Frankrijk en Navarra gedurende minder dan 20 minuten voordat hij zelf troonsafstand deed. Hij had nooit heerschappij over Frankrijk, maar na zijn vaders dood in 1836 was hij de legitimistisch troonpretendent onder de naam Lodewijk XIX.
Hij ontving de titel hertog van Angoulême en was bij zijn geboorte petit-fils de France en derde in de lijn van troonopvolging. Zijn vader en diens oudere broer, de latere Lodewijk XVIII, gingen hem voor. Hij was de oudere broer van de vermoorde hertog Karel Ferdinand van Berry en was de laatste dauphin van Frankrijk van 1824 tot 1830.

## Jonge jaren
Lodewijk Anton werd geboren op Versailles als de oudste zoon van Karel Filips van Artois, de jongste broer van koning Lodewijk XVI van Frankrijk. Hij werd één jaar na het overlijden van zijn overgrootvader Lodewijk XV geboren. Zijn moeder was prinses Maria Theresia van Savoye (beter bekend als Marie Thérèse in Frankrijk), dochter van Victor Amadeus III van Sardinië en Maria Antonia van Spanje.
Van 1780 tot 1789 werden Lodewijk Anton en zijn jongere broer Karel Ferdinand van Berry opgevoed door hun gouverneur Armand-Louis de Sérent, de markies van Sérent, op het kasteel van Beauregard, niet ver van Versailles. Tijdens de Franse Revolutie werd zijn oom, Lodewijk XVI samen met zijn vrouw Marie Antoinette afgezet en geëxecuteerd (1793). In 1789, bij het begin van de revolutie, vluchtte Lodewijk Anton met zijn familie naar het buitenland, naar achtereenvolgens Turijn, Duitsland en Engeland.
In juni 1795 riep zijn oom, de graaf van Provence, zichzelf uit tot koning Lodewijk XVIII. Later in het jaar leidde de 20-jarige Lodewijk Anton een mislukte royalistische opstand in de Vendée. In 1797 voegde hij zich bij zijn broer en oom in het Vorstendom Brunswijk in de hoop om bij het Oostenrijkse leger te gaan. De Oostenrijkse nederlaag door Frankrijk verplichtte hen te vluchten en ze vonden onderdak in Mittau, Koerland, onder de bescherming van tsaar Paul I van Rusland.
Tijdens de Franse Revolutie leefde de dynastie van de Bourbons, waartoe Lodewijk Anton behoorde, in ballingschap, afwachtend tot het herstel van de monarchie in hun voordeel. De leider van de dynastie, de titulaire Lodewijk XVIII regelde in 1799 het huwelijk tussen Lodewijk Anton en Marie Thérèse Charlotte, de dochter van Lodewijk XVI en Marie Antoinette. Het huwelijk bleef kinderloos.

## Eerste ballingschap

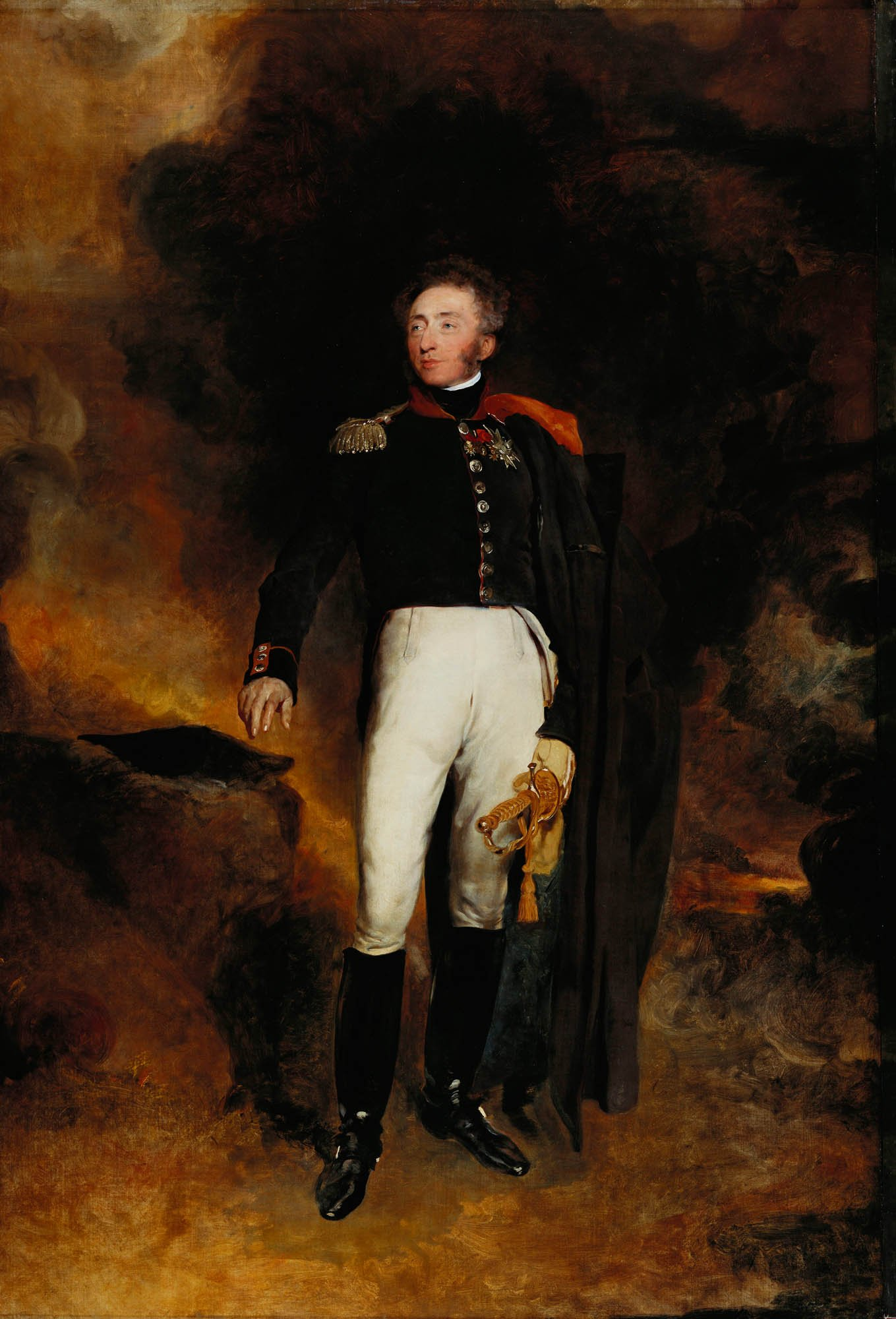
Lodewijk Anton van Artois, hertog van Angoulême

In april 1800 nam hij het bevel over een cavalerieregiment in het Beierse leger en nam deel aan de Slag bij Hohenlinden tegen de Fransen.
In 1801 sloot tsaar Paul vrede met Napoleon Bonaparte en het Franse hof in ballingschap in de Rhônevallei, en hij werd andermaal gedwongen te vluchten naar Engeland tijdens de Honderd Dagen.

## Julirevolutie
Na de definitieve nederlaag van Napoleon bij de Slag bij Waterloo stond hij ter beschikking van koning Lodewijk XVIII. Hij werd in mei 1823 naar Spanje gestuurd met een strijdmacht gefinancierd door de Heilige Alliantie om de liberale regering daar te verdrijven en koning Ferdinand te bevrijden. Hij overwon in de Slag om Trocadero; hiervoor werd hij beloond met de titel prins van Trocadero.
Na het overlijden van Lodewijk XVIII in 1824 werd Lodewijk Antons vader Karel X de nieuwe koning. Lodewijk Anton werd de nieuwe dauphin, zijn vaders erfgenaam. Hij steunde zijn vader in diens beleid om Frankrijk te zuiveren van het revolutionaire en keizerlijke verleden zoals het ontslaan van officieren uit het vroeger keizerlijke leger.
Het bewind van Karel X was onderdrukkend en leidde na de Julirevolutie uiteindelijk op 2 augustus 1830 tot de abdicatie van Karel X. 20 minuten na zijn vader echter trad Lodewijk Anton ook af als koning in het voordeel van zijn neef, de graaf van Chambord (Hendrik V). Deze werd echter géén koning, maar werd vervangen door een ver familielid, Lodewijk Filips, hertog van Orléans.

## Tweede ballingschap
Tijdens zijn laatste ballingschap stond Lodewijk Anton bekend als de graaf van Marnes. Samen met zijn vrouw woonde hij in Edinburgh, Schotland, niet ver van het Holyroodpaleis waar zijn vader verbleef. In 1832 bood keizer Frans I van Oostenrijk de Praagse burcht aan de koninklijke familie aan, maar vanaf oktober 1836 verbleven Lodewijk Anton en zijn familie op het kasteel van Graffenberg in Gorizia.
Veel legitimisten erkennen de troonafstanden niet als geldig en erkennen Karel X als koning tot zijn dood in 1836 en Lodewijk Anton als zijn opvolger als Lodewijk XIX. Hij overleed in Gorizia in 1844 op 69-jarige leeftijd. Hij werd begraven in de crypte van zijn vader in de Franciscanerkerk in het klooster van Kostanjevica in Nova Gorica. Na zijn dood werd zijn neef Henri d'Artois het nieuwe hoofd van de Franse koninklijke familie onder de naam Hendrik V, maar hij gebruikte de titel graaf van Chambord tijdens zijn ballingschap.

## Kwartierstaat (voorouders)
| Lodewijk XV van Frankrijk (1710-1774) | Lodewijk XV van Frankrijk (1710-1774) | Lodewijk XV van Frankrijk (1710-1774) | Lodewijk XV van Frankrijk (1710-1774) | Lodewijk XV van Frankrijk (1710-1774) | Lodewijk XV van Frankrijk (1710-1774) | Maria Leszczyńska (1703-1768)      | Maria Leszczyńska (1703-1768)      | Maria Leszczyńska (1703-1768)      | Maria Leszczyńska (1703-1768)      | Maria Leszczyńska (1703-1768)     | Maria Leszczyńska (1703-1768)     |                                        |                                        | August III van Polen (1696-1763)       | August III van Polen (1696-1763)       | August III van Polen (1696-1763)       | August III van Polen (1696-1763)       | August III van Polen (1696-1763)     | August III van Polen (1696-1763)     | Maria Josepha van Oostenrijk (1699-1757) | Maria Josepha van Oostenrijk (1699-1757) | Maria Josepha van Oostenrijk (1699-1757) | Maria Josepha van Oostenrijk (1699-1757) | Maria Josepha van Oostenrijk (1699-1757) | Maria Josepha van Oostenrijk (1699-1757) |  |  | Karel Emanuel III van Sardinië (1701-1773) | Karel Emanuel III van Sardinië (1701-1773) | Karel Emanuel III van Sardinië (1701-1773) | Karel Emanuel III van Sardinië (1701-1773) | Karel Emanuel III van Sardinië (1701-1773)  | Karel Emanuel III van Sardinië (1701-1773)  | Polyxena van Hessen-Rheinfels-Rotenburg (1706-1735) | Polyxena van Hessen-Rheinfels-Rotenburg (1706-1735) | Polyxena van Hessen-Rheinfels-Rotenburg (1706-1735) | Polyxena van Hessen-Rheinfels-Rotenburg (1706-1735) | Polyxena van Hessen-Rheinfels-Rotenburg (1706-1735) | Polyxena van Hessen-Rheinfels-Rotenburg (1706-1735) |                                       |                                       | Filips V van Spanje (1683–1746)       | Filips V van Spanje (1683–1746)       | Filips V van Spanje (1683–1746)       | Filips V van Spanje (1683–1746)       | Filips V van Spanje (1683–1746)       | Filips V van Spanje (1683–1746)       | Elisabetta Farnese (1692-1766)        | Elisabetta Farnese (1692-1766)        | Elisabetta Farnese (1692-1766) | Elisabetta Farnese (1692-1766) | Elisabetta Farnese (1692-1766) | Elisabetta Farnese (1692-1766) |  |  |  |  |  |  |  |  |  |  |  |  |  |  |  |  |  |  |  |  |  |  |  |  |  |  |  |  |  |  |  |  |  |  |  |  |  |  |  |  |  |  |  |  |  |  |  |  |
| Lodewijk XV van Frankrijk (1710-1774) | Lodewijk XV van Frankrijk (1710-1774) | Lodewijk XV van Frankrijk (1710-1774) | Lodewijk XV van Frankrijk (1710-1774) | Lodewijk XV van Frankrijk (1710-1774) | Lodewijk XV van Frankrijk (1710-1774) | Maria Leszczyńska (1703-1768)      | Maria Leszczyńska (1703-1768)      | Maria Leszczyńska (1703-1768)      | Maria Leszczyńska (1703-1768)      | Maria Leszczyńska (1703-1768)     | Maria Leszczyńska (1703-1768)     |                                        |                                        | August III van Polen (1696-1763)       | August III van Polen (1696-1763)       | August III van Polen (1696-1763)       | August III van Polen (1696-1763)       | August III van Polen (1696-1763)     | August III van Polen (1696-1763)     | Maria Josepha van Oostenrijk (1699-1757) | Maria Josepha van Oostenrijk (1699-1757) | Maria Josepha van Oostenrijk (1699-1757) | Maria Josepha van Oostenrijk (1699-1757) | Maria Josepha van Oostenrijk (1699-1757) | Maria Josepha van Oostenrijk (1699-1757) |  |  | Karel Emanuel III van Sardinië (1701-1773) | Karel Emanuel III van Sardinië (1701-1773) | Karel Emanuel III van Sardinië (1701-1773) | Karel Emanuel III van Sardinië (1701-1773) | Karel Emanuel III van Sardinië (1701-1773)  | Karel Emanuel III van Sardinië (1701-1773)  | Polyxena van Hessen-Rheinfels-Rotenburg (1706-1735) | Polyxena van Hessen-Rheinfels-Rotenburg (1706-1735) | Polyxena van Hessen-Rheinfels-Rotenburg (1706-1735) | Polyxena van Hessen-Rheinfels-Rotenburg (1706-1735) | Polyxena van Hessen-Rheinfels-Rotenburg (1706-1735) | Polyxena van Hessen-Rheinfels-Rotenburg (1706-1735) |                                       |                                       | Filips V van Spanje (1683–1746)       | Filips V van Spanje (1683–1746)       | Filips V van Spanje (1683–1746)       | Filips V van Spanje (1683–1746)       | Filips V van Spanje (1683–1746)       | Filips V van Spanje (1683–1746)       | Elisabetta Farnese (1692-1766)        | Elisabetta Farnese (1692-1766)        | Elisabetta Farnese (1692-1766) | Elisabetta Farnese (1692-1766) | Elisabetta Farnese (1692-1766) | Elisabetta Farnese (1692-1766) |  |  |  |  |  |  |  |  |  |  |  |  |  |  |  |  |  |  |  |  |  |  |  |  |  |  |  |  |  |  |  |  |  |  |  |  |  |  |  |  |  |  |  |  |  |  |  |  |
|                                       |                                       |                                       |                                       |                                       |                                       |                                    |                                    |                                    |                                    |                                   |                                   |                                        |                                        |                                        |                                        |                                        |                                        |                                      |                                      |                                          |                                          |                                          |                                          |                                          |                                          |  |  |                                            |                                            |                                            |                                            |                                             |                                             |                                                     |                                                     |                                                     |                                                     |                                                     |                                                     |                                       |                                       |                                       |                                       |                                       |                                       |                                       |                                       |                                       |                                       |                                |                                |                                |                                |  |  |  |  |  |  |  |  |  |  |  |  |  |  |  |  |  |  |  |  |  |  |  |  |  |  |  |  |  |  |  |  |  |  |  |  |  |  |  |  |  |  |  |  |  |  |  |  |
|                                       |                                       |                                       |                                       | Lodewijk van Frankrijk (1729-1765)    | Lodewijk van Frankrijk (1729-1765)    | Lodewijk van Frankrijk (1729-1765) | Lodewijk van Frankrijk (1729-1765) | Lodewijk van Frankrijk (1729-1765) | Lodewijk van Frankrijk (1729-1765) |                                   |                                   |                                        |                                        |                                        |                                        | Maria Josepha van Saksen (1731-1767)   | Maria Josepha van Saksen (1731-1767)   | Maria Josepha van Saksen (1731-1767) | Maria Josepha van Saksen (1731-1767) | Maria Josepha van Saksen (1731-1767)     | Maria Josepha van Saksen (1731-1767)     |                                          |                                          |                                          |                                          |  |  |                                            |                                            |                                            |                                            | Victor Amadeus III van Sardinië (1726-1796) | Victor Amadeus III van Sardinië (1726-1796) | Victor Amadeus III van Sardinië (1726-1796)         | Victor Amadeus III van Sardinië (1726-1796)         | Victor Amadeus III van Sardinië (1726-1796)         | Victor Amadeus III van Sardinië (1726-1796)         |                                                     |                                                     |                                       |                                       |                                       |                                       | Maria Antonia van Bourbon (1729-1785) | Maria Antonia van Bourbon (1729-1785) | Maria Antonia van Bourbon (1729-1785) | Maria Antonia van Bourbon (1729-1785) | Maria Antonia van Bourbon (1729-1785) | Maria Antonia van Bourbon (1729-1785) |                                |                                |                                |                                |  |  |  |  |  |  |  |  |  |  |  |  |  |  |  |  |  |  |  |  |  |  |  |  |  |  |  |  |  |  |  |  |  |  |  |  |  |  |  |  |  |  |  |  |  |  |  |  |
|                                       |                                       |                                       |                                       | Lodewijk van Frankrijk (1729-1765)    | Lodewijk van Frankrijk (1729-1765)    | Lodewijk van Frankrijk (1729-1765) | Lodewijk van Frankrijk (1729-1765) | Lodewijk van Frankrijk (1729-1765) | Lodewijk van Frankrijk (1729-1765) |                                   |                                   |                                        |                                        |                                        |                                        | Maria Josepha van Saksen (1731-1767)   | Maria Josepha van Saksen (1731-1767)   | Maria Josepha van Saksen (1731-1767) | Maria Josepha van Saksen (1731-1767) | Maria Josepha van Saksen (1731-1767)     | Maria Josepha van Saksen (1731-1767)     |                                          |                                          |                                          |                                          |  |  |                                            |                                            |                                            |                                            | Victor Amadeus III van Sardinië (1726-1796) | Victor Amadeus III van Sardinië (1726-1796) | Victor Amadeus III van Sardinië (1726-1796)         | Victor Amadeus III van Sardinië (1726-1796)         | Victor Amadeus III van Sardinië (1726-1796)         | Victor Amadeus III van Sardinië (1726-1796)         |                                                     |                                                     |                                       |                                       |                                       |                                       | Maria Antonia van Bourbon (1729-1785) | Maria Antonia van Bourbon (1729-1785) | Maria Antonia van Bourbon (1729-1785) | Maria Antonia van Bourbon (1729-1785) | Maria Antonia van Bourbon (1729-1785) | Maria Antonia van Bourbon (1729-1785) |                                |                                |                                |                                |  |  |  |  |  |  |  |  |  |  |  |  |  |  |  |  |  |  |  |  |  |  |  |  |  |  |  |  |  |  |  |  |  |  |  |  |  |  |  |  |  |  |  |  |  |  |  |  |
|                                       |                                       |                                       |                                       |                                       |                                       |                                    |                                    |                                    |                                    | Karel X van Frankrijk (1757-1836) | Karel X van Frankrijk (1757-1836) | Karel X van Frankrijk (1757-1836)      | Karel X van Frankrijk (1757-1836)      | Karel X van Frankrijk (1757-1836)      | Karel X van Frankrijk (1757-1836)      |                                        |                                        |                                      |                                      |                                          |                                          |                                          |                                          |                                          |                                          |  |  |                                            |                                            |                                            |                                            |                                             |                                             |                                                     |                                                     |                                                     |                                                     | Maria Theresia van Savoye (1756−1805)               | Maria Theresia van Savoye (1756−1805)               | Maria Theresia van Savoye (1756−1805) | Maria Theresia van Savoye (1756−1805) | Maria Theresia van Savoye (1756−1805) | Maria Theresia van Savoye (1756−1805) |                                       |                                       |                                       |                                       |                                       |                                       |                                |                                |                                |                                |  |  |  |  |  |  |  |  |  |  |  |  |  |  |  |  |  |  |  |  |  |  |  |  |  |  |  |  |  |  |  |  |  |  |  |  |  |  |  |  |  |  |  |  |  |  |  |  |
|                                       |                                       |                                       |                                       |                                       |                                       |                                    |                                    |                                    |                                    | Karel X van Frankrijk (1757-1836) | Karel X van Frankrijk (1757-1836) | Karel X van Frankrijk (1757-1836)      | Karel X van Frankrijk (1757-1836)      | Karel X van Frankrijk (1757-1836)      | Karel X van Frankrijk (1757-1836)      |                                        |                                        |                                      |                                      |                                          |                                          |                                          |                                          |                                          |                                          |  |  |                                            |                                            |                                            |                                            |                                             |                                             |                                                     |                                                     |                                                     |                                                     | Maria Theresia van Savoye (1756−1805)               | Maria Theresia van Savoye (1756−1805)               | Maria Theresia van Savoye (1756−1805) | Maria Theresia van Savoye (1756−1805) | Maria Theresia van Savoye (1756−1805) | Maria Theresia van Savoye (1756−1805) |                                       |                                       |                                       |                                       |                                       |                                       |                                |                                |                                |                                |  |  |  |  |  |  |  |  |  |  |  |  |  |  |  |  |  |  |  |  |  |  |  |  |  |  |  |  |  |  |  |  |  |  |  |  |  |  |  |  |  |  |  |  |  |  |  |  |
|                                       |                                       |                                       |                                       |                                       |                                       |                                    |                                    |                                    |                                    |                                   |                                   |                                        |                                        |                                        |                                        |                                        |                                        |                                      |                                      |                                          |                                          |                                          |                                          |                                          |                                          |  |  |                                            |                                            |                                            |                                            |                                             |                                             |                                                     |                                                     |                                                     |                                                     |                                                     |                                                     |                                       |                                       |                                       |                                       |                                       |                                       |                                       |                                       |                                       |                                       |                                |                                |                                |                                |  |  |  |  |  |  |  |  |  |  |  |  |  |  |  |  |  |  |  |  |  |  |  |  |  |  |  |  |  |  |  |  |  |  |  |  |  |  |  |  |  |  |  |  |  |  |  |  |
|                                       |                                       |                                       |                                       |                                       |                                       |                                    |                                    |                                    |                                    |                                   |                                   |                                        |                                        |                                        |                                        |                                        |                                        |                                      |                                      |                                          |                                          |                                          |                                          |                                          |                                          |  |  |                                            |                                            |                                            |                                            |                                             |                                             |                                                     |                                                     |                                                     |                                                     |                                                     |                                                     |                                       |                                       |                                       |                                       |                                       |                                       |                                       |                                       |                                       |                                       |                                |                                |                                |                                |  |  |  |  |  |  |  |  |  |  |  |  |  |  |  |  |  |  |  |  |  |  |  |  |  |  |  |  |  |  |  |  |  |  |  |  |  |  |  |  |  |  |  |  |  |  |  |  |
|                                       |                                       |                                       |                                       |                                       |                                       |                                    |                                    |                                    |                                    |                                   |                                   | Lodewijk Anton van Bourbon (1775-1844) | Lodewijk Anton van Bourbon (1775-1844) | Lodewijk Anton van Bourbon (1775-1844) | Lodewijk Anton van Bourbon (1775-1844) | Lodewijk Anton van Bourbon (1775-1844) | Lodewijk Anton van Bourbon (1775-1844) |                                      |                                      | Sophie van Bourbon (1776−1783)           | Sophie van Bourbon (1776−1783)           | Sophie van Bourbon (1776−1783)           | Sophie van Bourbon (1776−1783)           | Sophie van Bourbon (1776−1783)           | Sophie van Bourbon (1776−1783)           |  |  | Karel Ferdinand van Berry (1778−1820)      | Karel Ferdinand van Berry (1778−1820)      | Karel Ferdinand van Berry (1778−1820)      | Karel Ferdinand van Berry (1778−1820)      | Karel Ferdinand van Berry (1778−1820)       | Karel Ferdinand van Berry (1778−1820)       |                                                     |                                                     | Marie Thérèse van Bourbon (1783-1783)               | Marie Thérèse van Bourbon (1783-1783)               | Marie Thérèse van Bourbon (1783-1783)               | Marie Thérèse van Bourbon (1783-1783)               | Marie Thérèse van Bourbon (1783-1783) | Marie Thérèse van Bourbon (1783-1783) |                                       |                                       |                                       |                                       |                                       |                                       |                                       |                                       |                                |                                |                                |                                |  |  |  |  |  |  |  |  |  |  |  |  |  |  |  |  |  |  |  |  |  |  |  |  |  |  |  |  |  |  |  |  |  |  |  |  |  |  |  |  |  |  |  |  |  |  |  |  |

## Onderscheidingen

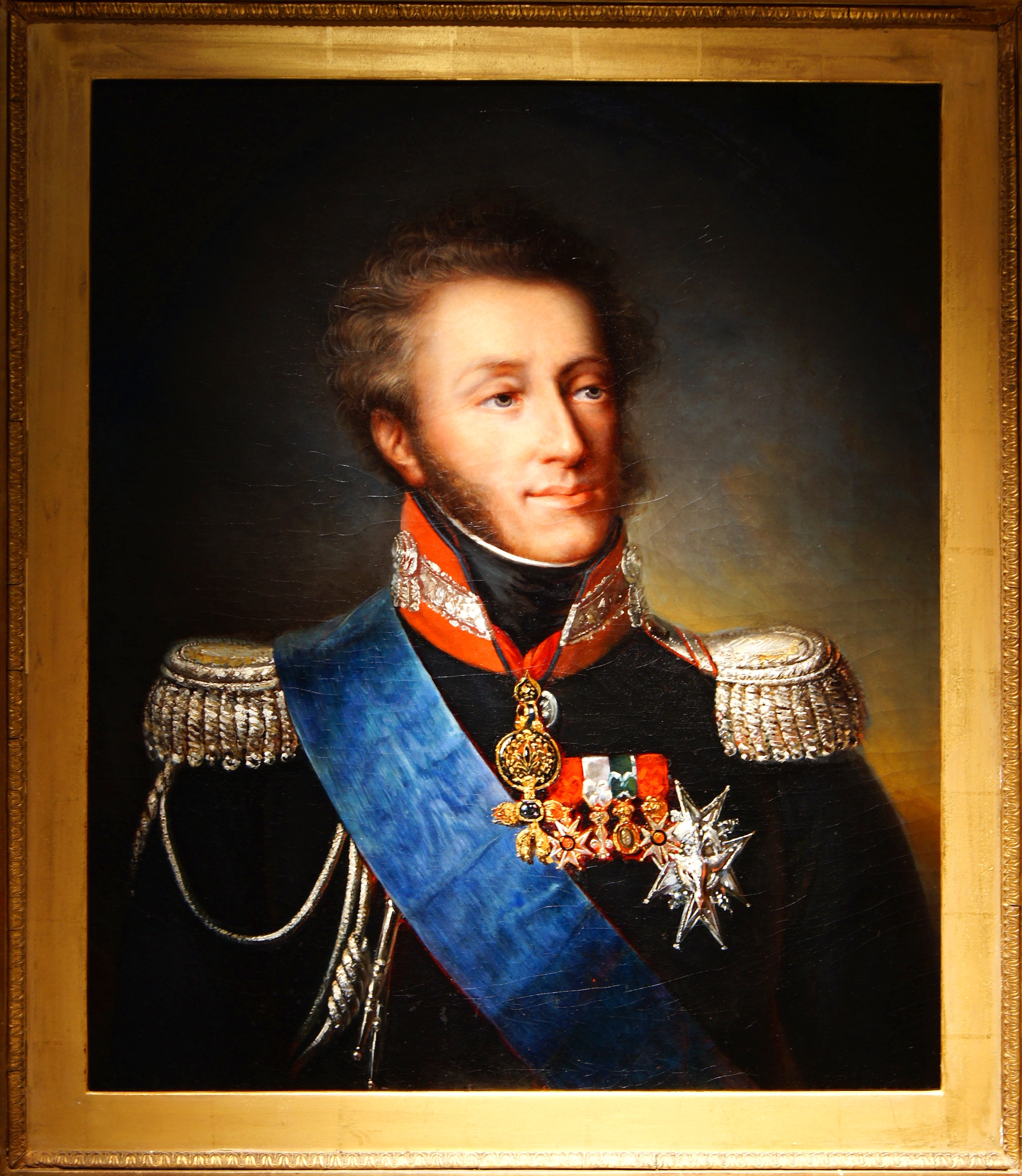
Lodewijk Anton van Artois, hertog van Angoulême

- Grootkruis in de Militaire Willems-Orde op 13 mei 1825[1]
- Ridder in de Orde van de Heilige Geest op 27 mei 1787
- Ridder in de Orde van Sint-Michiel op 27 mei 1787
- Grootkruis in de Orde van de Heilige Lodewijk
- Grootkruis in het Legioen van Eer
- Orde van de Lelies
- Grootmeester in de Orde van Malta
- Ridder in de Orde van het Gulden Vlies in 1814
- Ridder in de Orde van Sint-Januarius
- Orde van Sint-George, 1e klasse
- Decor armband van Bordeaux

- Biblioteca Nacional de España: XX5336598
- Bibliothèque nationale de France: cb12542166t (data)
- CiNii: DA15936771
- Gemeinsame Normdatei: 120010887
- International Standard Name Identifier: 0000 0001 2143 093X
- Library of Congress Control Number: no97004535
- Istituto Centrale per il Catalogo Unico: IEIV048329
- Système universitaire de documentation: 034694110
- Virtual International Authority File: 89793225
- WorldCat: E39PBJjXmKCQQGcWcHJhtPPvpP